# 1980 w polityce
Wydarzenia polityczne w 1980 roku.

## Styczeń
- 4 stycznia – prezydent Stanów Zjednoczonych Jimmy Carter ogłosił wprowadzenie sankcji politycznych i gospodarczych wobec ZSRR. Była to odpowiedź na interwencję wojskową w Afganistanie[1].
- 8 stycznia – Prezydium Rady Najwyższej ZSRR pozbawiła fizyka i dysydenta Andrieja Sacharowa wszystkich nagród i odznaczeń państwowych[2].
- 22 stycznia – Andriej Sacharow, wraz z żoną Jeleną Bonner, został zesłany do Gorkiego (ob. Niżny Nowogród)[2].
- 22 stycznia – w Salwadorze wybuchła wojna domowa[1].
- 25 stycznia – prezydentem Iranu został Abol Hassan Bani-Sadr[1].

## Luty
- 11–15 lutego – VIII zjazd PZPR[3].
- 18 lutego – po tym, jak Piotr Jaroszewicz zrezygnował ze stanowiska, Edward Babiuch został premierem[4].
- 29 lutego – pierwsze wybory parlamentarne w Rodezji wygrał Afrykański Narodowy Związek Zimbabwe (ZANU)[1].

## Marzec
- 3 marca – zmarł Forrest C. Donnell, amerykański polityk, gubernator stanu Missouri i senator[5].
- 4 marca – Robert Mugabe został premierem Zimbabwe[6].
- 19 marca – urodził się Krzysztof Tyszkiewicz, polityk Platformy Obywatelskiej[7].
- 21 marca – akt samospalenia Walentego Badylaka w proteście przeciw ukrywaniu prawdy o zbrodni katyńskiej[8].
- 21 marca – prezydent Stanów Zjednoczonych Jimmy Carter ogłasza bojkot Olimpiady w Moskwie w związku z agresją ZSRR na Afganistan[9].
- 23 marca – wybory do sejmu i wojewódzkich rad narodowych[10].
- 23 marca – Edward Babiuch zastępuje Piotra Jaroszewicza na stanowisku premiera[11].

## Kwiecień
- 17/18 kwietnia – Rodezja oficjalnie proklamowała niepodległość. Nazwę państwa zmieniono na Zimbabwe[1].
- 30 kwietnia – holenderska królowa Juliana abdykowała[12]. Nową monarchinią została jej córka Beatrycze.

## Maj
- 4 maja – zmarł Josip Broz Tito, przywódca Jugosławii[13].
- 18–19 maja – Pałac w Wilanowie, rozmowy pomiędzy Leonidem Breżniewem a Valérym d’Estaing zorganizowane przez Edwarda Gierka w celu podtrzymania polityki odprężenia[10].
- 23 maja – urodził się Adam Hofman, polityk i rzecznik PiS[14].

## Czerwiec
- 18 czerwca – wskutek wybuchu oparów benzyny podczas prac lakierniczych w stoczni w Gdańsku zginęło 18 robotników. Władze zatuszowały sprawę[15].

## Lipiec
- 1 lipca – władze bez zapowiedzi wprowadziły podwyżkę cen mięsa i wędlin oraz tzw. ceny komercyjne w stołówkach zakładowych. Odpowiedzią robotników była fala strajków[11].
- 26 lipca – urodziła się Jacinda Ardern, premier Nowej Zelandii[16].
- 27 lipca – zmarł Mohammad Reza Pahlawi, były szach Iranu[17].
- 29 lipca – proklamowano Republikę Vanuatu[1].
- 30 lipca – Kneset ogłosił wcielenie do obszaru Izraela wschodniej części Jerozolimy. Jednocześnie miasto proklamowano stolicą Izraela[1].

## Sierpień
- 14 sierpnia – w gdańskiej Stoczni im. Lenina rozpoczął się strajk. Bezpośrednim powodem protestu było wcześniejsze zwolnienie Lecha Wałęsy i Anny Walentynowicz oraz odmowa dyrekcji przywrócenia ich do pracy[1].
- 19 sierpnia – rozpoczęcie strajku w kombinacie metalurgicznym Nowej Hucie[18].
- 31 sierpnia – Lech Wałęsa i Mieczysław Jagielski podpisali porozumienia sierpniowe[19].

## Wrzesień
- 6 września – Stanisław Kania został I sekretarzem KC PZPR[20].
- 17 września – Saddam Husajn wypowiedział układ z Iranem w sprawie granicy iracko-irańskiej[1].
- 22 września – początek wojny iracko-irańskiej[21].

## Październik
- 4 października – urodził się Joseph P. Kennedy III, amerykański prawnik i polityk, kongresmen, wnuk Roberta F. Kennedy’ego[22].
- 10 października – literacka Nagroda Nobla została przyznana Czesławowi Miłoszowi, poecie emigracyjnemu, którego twórczość była zakazana w PRL[23].
- 17 października – królowa brytyjska Elżbieta II została przyjęta w Watykanie przez papieża Jana Pawła II[24][25].
- 23 października – Nikołaj Tichonow został premierem ZSRR[26].

## Listopad
- 4 listopada – 40. prezydentem Stanów Zjednoczonych został Ronald Reagan. Wiceprezydentem został George H.W. Bush[1].
- 10 listopada – Niezależny Samorządny Związek Zawodowy „Solidarność” został w Warszawie zarejestrowany[1].
- 20 listopada – zmarł John McEwen, premier Australii[27].
- 24 listopada – zmarł Salih Sulajman, izraelski polityk, poseł do Knesetu[28].

## Grudzień
- 1 grudnia-2 grudnia – odbyło się VII Plenum KC PZPR. Edward Gierek został uznany za winnego kryzysu w państwie i wykluczony z KC[23][29][30].
- 4 grudnia – Francisco Sá Carneiro, premier Portugalii, zginął w katastrofie lotniczej[31].
- 10 grudnia – Pokojową Nagrodę Nobla otrzymał Adolfo Pérez Esquivel[1].
- 18 grudnia – zmarł Aleksiej Kosygin, premier ZSRR[32].
- 24 grudnia – zmarł Karl Dönitz, niemiecki admirał, przywódca III Rzeszy w 1945[33][34].